# Pterostemon rotundifolius
Pterostemon rotundifolius är en tvåhjärtbladig växtart som beskrevs av Ramirez. Pterostemon rotundifolius ingår i släktet Pterostemon och familjen Iteaceae. Inga underarter finns listade i Catalogue of Life.